# Неокомский надъярус
| система | отдел    | ярус          | Ниж. граница, млн лет |
| --- | -------- | ------------- | --------------------- |
| Палеоген | Палеоцен | Датский       | 66,0                  |
| Мел | Верхний  | Маастрихтский | 72,2 ±0,2             |
| Мел | Верхний  | Кампанский    | 83,6 ±0,2             |
| Мел | Верхний  | Сантонский    | 85,7 ±0,2             |
| Мел | Верхний  | Коньякский    | 89,8 ±0,3             |
| Мел | Верхний  | Туронский     | 93,9 ±0,2             |
| Мел | Верхний  | Сеноманский   | 100,5 ±0,1            |
| Мел | Нижний   | Альбский      | 113,2 ±0,3            |
| Мел | Нижний   | Аптский       | 121,4 ±0,6            |
| Мел | Нижний   | Барремский    | 125,77*               |
| Мел | Нижний   | Готеривский   | 132,6 ±0,6            |
| Мел | Нижний   | Валанжинский  | 137,05 ±0,2           |
| Мел | Нижний   | Берриасский   | 143,1 ±0,6            |
| Юра | Верхняя  | Титонский     | больше                |
| Деление и золотые гвозди в соответствии с IUGS по состоянию на декабрь 2024 года *Золотой гвоздь отмечен в шкале, но в действительности ещё не ратифицирован. |          |               |                       |

Неокомский ярус (также неоком, неокомский надъярус, от названия кантона Невшатель в Швейцарии на латыни, лат. Neocomium) — ярус нижнего отдела мелового периода. Определение яруса менялось со временем, в СССР применялось для обозначения надъяруса, объединявшего несколько ярусов нижнего мела.
Название ввёл швейцарский геолог Жюль Тюрманн в 1835 году для обозначения нижнего яруса меловой системы. Однако, во второй половине XIX века  были выделены берриасский, валанжинский, готеривский и барремский ярусы, а неоком стал обозначать их объединение.